# Пирги (дем Агринио)
Вижте пояснителната страница за други значения на Пирги.
Пирги (на гръцки: Πυργί) със старо име до 1928 г. Вела уста или Велауста (на гръцки: Βελάουστα) е полупланинско село в дем Агринио, Гърция.
Намира се на 14 км северно от Агринио по пътя за Карпениси. Селото е засвидетелствано още през XIII век, а през XVI век от жителите му са събирани деца за еничари.